# Historia del Franco-Condado
Habitado en el Paleolítico inferior, el Franco-Condado estuvo relativamente unido desde la Antigüedad. En origen, territorio de los sécuanos, pasó bajo la dominación del Imperio romano después de la caída de Vercingétorix. Ocupados brevemente por los burgundios después de las grandes invasiones, fue anexionada por los francos en 534. Tras la muerte de Carlomagno, cambió de dueño varias veces, formando parte, según la época, del Sacro Imperio Romano Germánico, del reino de Francia, o del ducado de Borgoña. No es hasta 1678, por el tratado de Nimega (1678) que el Franco-Condado se convierte definitivamente en francés.

## Prehistoria y Protohistoria
Algunos signos de ocupación humana datados alrededor de 700 000 años se han encontrado en el valle superior del río Saona, en la vertiente sur del macizo de los Vosgos, en la brecha de Belfort, en el borde occidental y las primeras mesetas del macizo del Jura. Estos hombres tallaban piedras, confeccionaban armas de sílex o de hueso, y vivían en cavernas. Un diente de niño datado en 400 000 años ha sido descubierto en Vergranne, cerca de Baume-les-Dames. Estos descubrimientos atestiguan la presencia del hombre en el Franco-Condado durante el Paleolítico inferior.
En el Mesolítico, (alrededor de 10 000 años), el Franco-Condado está poblado por comunidades que habitan cabañas redondas protegidas por empalizadas, cultivan y practican la domesticación de animales. Aparece la industria del cuerno, y las primeras vasijas de cerámica. También de esta época es la aparición de un hábitat lacustre en Clairvaux. Este hábitat se va a desarrollar durante el Neolítico, especialmente sobre los bordes de los lagos de Chalain y de Clairvaux.
Entre 3000 a. C. y 2500 a. C., tribus indoeuropeas venidas de Europa central se establecieron sucesivamente en Europa occidental. Practicaban la agricultura, la caza, la ganadería; tenían una jerarquía social bien definida, con los sacerdotes en la cima. La religión estaba marcada por el culto a los antepasados y las divinidades estaban simbolizadas por astros. Sobre todo, trajeron con ellos la técnica del cobre. Hacia 2000 a. C., una nueva ola migratoria trajo la técnica del bronce y el comercio regional se desarrolló. Los celtas se instalaron en la Galia a partir del siglo V a. C. El Franco-Condado fue ocupado por los sécuanos y los lingones. De esta época datan las primeras fundiciones. Numerosos túmulos y campos de urnas celtas aparecen, seguidos de cambios en los ritos funerarios.
Hacia 900 a. C., llega la técnica del hierro al Franco-Condado. La región, zona de paso para los pueblos venidos del este de Europa que deseaban instalarse en Francia o en España, es entonces bastante numerosa. La economía se desarrolla; las minas de hierro y los pozos de sal con que cuenta la región, permiten la exportación hacia regiones mediterráneas de Italia y Grecia de productos como las salazones y objetos de cuerno.

## Antigüedad

### Los sécuanos
Los pueblos galos que ocupaban la mayor parte del territorio de la región actual eran los sécuanos, con los lingones al oeste del río Saona. Los sécuanos practicaban principalmente la cría de animales y la artesanía. Los pueblos celtas estaban perpetuamente en conflicto con sus vecinos, según sus intereses y juegos de alianzas. En especial, los eduos y los sécuanos, que se disputaban los pasos sobre el Saona. Los primeros eran aliados de los romanos, mientras que los segundos llamaron hacia 71 a. C. a los germanos, los suevos de Ariovisto. Este aprovechó la ocasión para franquear el Rin y anexionar el norte de la Sécuania (la actual Alsacia). Tres años después, en 68 a. C., los eduos y los sécuanos, esta vez aliados, fueron vencidos por Ariovisto.
En 58 a. C., los helvecios, dirigidos por el rey Orgétorix, emprendieron una migración hacia la Saintonge. Franquearon las cotas del Jura e invadieron el territorio de los sécuanos, quienes pidieron ayuda a Julio César. Este, que tenía ambiciones sobre la Galia, acudió en su socorro. Rechazó a los helvecios al otro lado del Jura y a los germanos al otro lado del Rin, pero obligó a los sécuanos a entregar los territorios tomados a los eduos. En los Comentarios a la Guerra de las Galias (I, 38-39), es el primero en mencionar al País de los secuanos, (como Maxima Sequanorum). Las legiones romanas pasaron el invierno en la Secuania. Este acontecimiento marcó el comienzo de la guerra de las Galias, durante la cual, los sécuanos participaron en la revuelta gala al lado de Vercingétorix.

### La ocupación romana
Bajo Augusto, la Secuania fue primero incluida en la provincia de Galia Bélgica. Más tarde, bajo Diocleciano, fue elevada al rango de provincia (Provincia Maxima Sequanorum). La paz romana transformó el país. Carreteras de piedra le unieron a las demás provincias, especialmente a Lugdunum y Langres. Esta paz estuvo sin embargo salpicada de revueltas, como en el 21, cuando los sécuanos participaron en la insurrección de la Galia. En junio del 68, Vesontio (Besanzon) fue teatro de una importante batalla, entre Cayo Julio Vindex, militar rebelado contra Nerón, y el general Lucio Verginio Rufo, fiel al emperador. A pesar de la victoria de Rufo, y el suicidio de Vindex, los revoltosos, conducidos por Galba, consiguieron derrocar a Nerón en este mismo año. Dos años después, en el 70, los sécuanos rehusaron unirse a la gran revuelta de la Galia dirigida por Julio Civilis y Julio Sabino. Los sécuanos vencieron a los lingones, que, conducidos por Sabino, habían invadido su territorio. El arco de triunfo de Vesontio fue, quizá construido en esta ocasión. En recompensa por su fidelidad, Vesontio fue elevada al rango de colonia romana.
En el siglo II, Marco Aurelio intervino tras problemas relacionados con los sécuanos. Más tarde, hacia 180, el obispo Ireneo de Lyon envió a los atenienses Ferreol y Ferjeux a evangelizar Vesontio. Es a partir de esta ciudad que el cristianismo se difundió en el Franco-Condado después de su martirio en 212. Al principio del siglo III, las invasiones bárbaras lanzaron ataques más allá del limes. En 276, los alamanes saquearon la provincia, destruyendo Mandeure y Luxeuil, e incendiando Vesontio. El Imperio romano, cada vez más debilitado, rechazó con dificultad estos ataques. Para defenderse de estos, se fortificó el norte de la Secuania. A pesar de ello, Vesontio fue saqueada de nuevo en 355.
En esta época, el cristianismo se implantó de forma duradera en la región, principalmente en las ciudades. Así, se menciona la presencia de un obispo (Pancharius) en Besanzón desde 346. Sin embargo, en el campo, los campesinos permanecían fieles a los ritos paganos. Más tarde se fundaron monasterios (monasterio de Luxeuil). Constriñéndose a una vida recluida, estas comunidades se esforzaron en mantenerse al margen de las invasiones, sacando su subsistencia de la explotación de las selvas jurasianas.
En 406, la invasión de los vándalos fue el toque de muerte del Imperio romano. La región estuvo sucesivamente bajo control de los alamanes, vándalos, francos y burgundios.

### El reino burgundio

El reino burgundio en el

Los burgundios eran un pueblo germánico instalado desde el principio del siglo V en Germania, sobre la orilla izquierda del Rin (alrededor de Worms y de Coblenza). Fueron vencidos por Aecio em 436 cuando trataban de aumentar su reino hacia el oeste. En 443, Aecio les trasladó a Sapaudia y al sur del macizo del Jura, donde fundaron un reino, cuya capital era Ginebra.
En 451, los hunos saquearon Besanzon y Luxeuil, tras haber sido derrotados en las batalla de los Campos Cataláunicos. El reino burgundio se extendió progresivamente hacia el norte. Los burgundios anexionaron así Besanzón en 485.
El reino burgundio estaba entonces compuesto por burgundios y galo-romanos. Los burgundios no representaban más que una parte bastante débil de la población total (entre el 5 y el 10 % según algunas estimaciones). La ley Gombette fue promulgada por el rey Gundebaldo en marzo de 502 en Lyon, a fin de unificar el reino. Al término de esta ley, los dos pueblos fueron sometidos a las mismas sanciones, los matrimonios mixtos fueron autorizados, y los dos pueblos podían servir en el ejército. Gundebaldo murió en 516, y le sucedió su hijo Segismundo. este trató de convertir a su pueblo al cristianismo, sin gran éxito. En 523, los reyes francos Clotario I, Childeberto I y Clodomiro sostuvieron una guerra contra los burgundios, venciendo al rey Segismundo y apoderándose de su reino. Sin embargo, al año siguiente, Gundemaro III, hermano de Segismundo, recuperó Burgundia, con ayuda de los ostrogodos. En 534, el reino burgundio fue definitivamente conquistado por Clotario I y Childeberto I.

## Edad Media

### Borgoña merovingia y carolingia

Borgoña en la Edad Media

Borgoña, de la cual formaba parte entonces el Franco Condado, fue erigida en reino merovingio (561-687), antes de unirse a Austrasia y a Neustria por Pipino de Heristal. El reino franco englobaba a Borgoña. Carlomagno refundó la organización administrativa de sus tierras, dividiendo la región en cinco subdivisiones, cada una dirigida por un conde dependiente directamente del emperador.
La muerte de Ludovico Pío en 843 marca la vuelta de las guerras de sucesión: las tierras al este del río Saona (el Franco-Condado) son separadas de las del oeste por el tratado de Verdún. El Franco-Condado se integra entonces en la Francia media, reino de Lotario I. Cuando este muere en 855, uno de sus hijos, Lotario II, no hereda más que la Lotaringia, la parte situada al norte de Borgoña. A su muerte, Carlos el Calvo y Luis el Germánico se reparten sus tierras. El condado de Portois y una parte del condado de Varais, entre ella Besançon (Vesontio), vuelven a Carlos el Calvo.
Los desórdenes iban creciendo y la anarquía se volvió general. Celosos de su independencia, los nobles no sabían obedecer. El trono de los francos se sostenía a penas. El país estaba amenazado por los sarracenos y asolado por los normandos. El rey Bosón de Provenza muerto en 887 dejaba a su hijo Luis III el Ciego un trono mal afirmado. Carlos III el Gordo acababa de ser depuesto, y su muerte en 888 tuvo como consecuencia la dislocación definitiva del imperio de Carlomagno. En 888, más allá de los montes del Jura, Rodolfo I estaba en posesión del ducado de Transjurana, transmitido por su padre Conrado II, conde de Auxerre. Las circunstancias permitieron a su ambición transformar el ducado en reino. Tomó la corona de la Borgoña Tranjurana y se hizo coronar rey por una asamblea de prelados reunidos en la abadía de Saint-Maurice d'Agaune. Desde los primeros años de su reinado, añadió al ducado de Transjurana los condados comprendidos en la diócesis de Besançon.

### El reino rodolfino de Borgoña
Después de Rodolfo I, el poder pasó sucesivamente a Rodolfo II, Conrado el Pacífico,y Rodolfo III, todos ellos <<soberanos débiles y sin poder real>>, escribió Lucien Febvre, que no ejercieron más poder que el nominal. Los nobles eran los dueños del reino. El poder real basculá poco a poco en el transcurso de los años en favor de los condes. Las tierras borgoñonas (a excepción del actual país de Montbéliard) son reagrupadas por uno de ellos, Otón Guillermo hacia 981. Al dividirse su herencia, aparecen el ducado y el condado de Borgoña. A su muerte, en 1026, su segundo hijo, Reginaldo I se convierte en el primer conde palatino de Borgoña.

### Incorporación al Imperio Germánico

El Imperio Romano Germánico sobre el año 1000

En 1016, después de una entrevista en Estrasburgo, el emperador germánico Enrique II recibió de Rodolfo III de Borgoña, sin heredero legítimo, la promesa de ser designado como su sucesor en calidad de rey de Borgoña. Esta promesa fue renovada en Bâle, en 1027, a su sucesor Conrado II, sobrino de Rodolfo por su matrimonio con Gisela. Eudes II de Blois era el pretendiente natural a la sucesión, como hijo de su hermana Berta. A la muerte de Rodolfo, ocurrida el 5 o 6 de septiembre de 1032, el conde Eudes reivindicó la sucesión. En 1033 se opuso por lar armas a Conrado II, tras la cual se comprometió a renunciar a todas sus pretensiones, pero luego, en 1035, renegó de su juramento y reemprendió la lucha. Finalmente, encontró la muerte en 1037 durante una batalla que libró con Gothelon I de Lotaringia en las proximidades de Bar-le.Duc. El condado de Borgoña fue entonces incorporado al Sacro Imperio Romano Germánico.

### El condado de Borgoña
El condado está formado por la reunión de cuatro circunscripciones administrativas carolingias o pagi: l'Amous, l'Escuens, le Portois y le Varais. El conjunto de los territorios del condado, cambiante a lo largo de los siglos, corresponde hoy, aproximadamente a la actual región del Franco-Condado. Ligado al Sacro Imperio, el condado se unió al actual país de Montbéliard de dependencia germánica. Sin embargo, una buena parte de los grandes señores borgoñones, entre ellos Reginaldo I, apoyaron a Eudes II contra el emperador. Esta revuelta fracasó, y el reino de Borgoña permaneció en el Imperio. En 1038, Conrado II lo transmitió a su hijo Enrique III el Negro.
Como consecuencia de las luchas de poder, el arzobispo de Besanzón, que había sostenido al emperador, obtuvo los derechos de regalía sobre Besanzón en 1043, y la villa se convirtió en ciudad imperial. En 1044, Reginaldo I se rebeló de nuevo con Enrique III, emperador desde 1039, pero fue derrotado po el conde Luis de Montbéliard. Murió en septiembre de 1057, y su hijo Guillermo I le sucedió como conde. Este y su hijo mayor Reginaldo fueron condes muy poderosos que gobernaron sobre tierras que sobrepasaban de largo los límites del condado de Borgoña. Reginaldo II y dos de sus hermanos murieron en Tierra Santa, lo que debilitó grandemente el poder de su familia.
El conde Guillermo II de Borgoña, hijo de Reginaldo II, debió hacer frente a poderosos señores locales. Por herencia lejana de la ley Gombette, estos se transmiten de padres a hijos tierras y castillos erigidos en los macizos y pendientes de los profundos valles del país. En 1125 fue asesinado por algunos de sus barones. Su hijo Guillermo III fue muerto también dos años más tarde.
Le sucedió su primo Reginaldo III. Entra en conflicto sucesivamente con los emperadores Lotario II y Conrado III, rehusando reconocer su soberanía. Conrado III confisca las tierras de Reginaldo y las otorga a Conrado de Zahringen. Entonces, Reginaldo III entra en guerra con Conrado, pero batido, debe ceder sus poseiones al este del Jura. Cuando muere en 1148, su hija Beatriz de Borgoña hereda el condado, siendo regente el tío de ésta, Guillermo IV de Borgoña. Este último trata de expoliar a su sobrina, pero el emperador se lo impide. En 1156, Beatriz se casa con el emperador Federico Barbarroja, que se corona rey de Borgoña en 1178.
Después de la muerte de Federico Barbarroja en 1190, su hijo Otón I decidió renunciar al título de rey de Borgoña, para tomar el de conde palatino, amenazando de este modo la autoridad de los barones condes. De naturaleza brutal, asesinó a varios de ellos. Cuando murió en 1200, su hija mayor Juana de Borgoña recibió el condado en herencia, muriendo algunos años después, en 1205, y sucediéndola su hermana Beatriz II.
Su tío Felipe de Suabia la casó en 1028 con un príncipe de origen bávaro, Otón II, duque de Merania. Como tanto Otón II como su hijo Otón III vivían alejados del condado, los señores locales se aprovecharon para adquirir gran libertad. El siglo XIII contempla el nacimiento de la familia de Chalon, que, gracias a sus matrimonios reúne gran parte de las tierras jurasianas, y finalmente detenta el poder real sobre el condado. En 1236, Hugo de Chalon, sobrino de Beatriz de Auxonne, e hijo del conde Juan I de Chalon, se casa con Adelaida, hija de Otón II. Al año siguiente cambia los condados de Chalon y de Auxonne por la baronía de Salins con el duque Hugo IV de Borgoña, con lo que aumenta grandemente sus riquezas gracias a las salinas.
Cuando muere en 1248, Otón III designa a su hija Adelaida, esposa de Hugo de Chalon, como heredera del condado de Borgoña. Durante los años siguientes, Juan y Hugo de Chalon llegan a múltiples acuerdos, principalmente con el emperador Federico III. Después de la muerte del conde de Borgoña, Hugo de Chalon, en 1267, y la de su padre al año siguiente, Adelaida dirige el condado hasta su muerte en 1279. El hijo de Hugo y Adelaida, Otón IV, se convirtió entonces en conde palatino de Borgoña. Rápidamente entró en conflicto con uno de sus tíos, Juan I de Chalon-Arlay, el cual llamó en su ayuda a Rodolfo I. Otón y la ciudad de Besanzón, su aliada, debieron reconocer la soberanía del emperador en 1289, después de que este hubiera asediado la ciudad

### El condado de Borgoña bajo la monarquía francesa
Estos acontecimientos condujeron a Otón IV a buscar apoyos del lado de Francia. El 2 de marzo de 1295, por la convención de Vincennes, decide vender el condado al rey de Francia, Felipe el Hermoso. El condado de Borgoña pasa bajo influencia francesa, aunque todavía bajo soberanía germánica. La mayor parte de los barones, dirigidos por Juan de Chalon-Arlay, se oponen a este acuerdo, y toman las armas contra los franceses. Sostenidos por el rey de Inglaterra, Eduardo I, y el emperador, combaten durante seis años los intentos franceses. Gracias a su habilidad, Felipe el Hermoso, con el concurso del duque Roberto II de Borgoña, gana poco a poco su confianza, y consigue llevar al país a la calma. Otón IV muere en 1303. El condado permanece en manos de Felipe el Hermoso y luego en las de su hijo Felipe V, llamado el Largo, que reúne el condado (que había aportado su esposa como dote), al dominio real, antes de donarlo de forma vitalicia a su mujer Juana II de Borgoña, hija de Mahaut de Artois y de Otón IV. A su muerte, ella dejó el condado a su hija mayor, Juana III de Borgoña, que se había casado con el duque de Borgoña, Eudes IV.

### Ducado y Condado de Borgoña reunidos

Blasón de los condes de Borgoña a partir de 1280

Con Juana III, al estar casada con el duque de Borgoña, se vuelven a juntar condado y ducado de Borgoña durante cerca de dos siglos. Los barones del condado, dirigidos por Juan II de Chalon-Arlay, se rebelaron contra Eudes IV varias veces, en 1335-1336, 1342-1343, y 1346-1348. En 1336, Eudes IV batió a Juan II d'Arlay en la batalla de la Malecombe.
El año siguiente, marcó el comienzo de la guerra de los Cien Años. Eudes IV aportó su apoyo al rey de Francia Felipe VI, y venció a Roberto III de Artois, aliado de los ingleses en la batalla de Saint-Omer, en julio de 1340. La nobleza del condado estaba dividida, y algunos barones combatieron con Eudes. En 1338, el hijo de Eudes IV y Juana III, Felipe de Borgoña, se casó con Juana I de Auvernia, condesa de Boulogne y de Auvernia. Murió en 1346 en el asedio de Aiguillon.
Entre 1346 y 1349, la peste negra asoló Borgoña y despobló fuertemente pueblos y ciudades, llevándose entre otros a Eudes IV en 1349. Su nieto Felipe I de Borgoña heredó entonces Borgoña. Su madre, Juana I, ejerció la regencia, y se volvió a casar el 19 de febrero de 1350 con el príncipe Juan el Bueno, duque de Normandía, delfín y rey desde el 22 de agosto del mismo año. Cuando se convirtió en rey, se puso a dirigir los asuntos del condado y del ducado de Borgoña. En 1357, Felipe se casó con Margarita III de Flandes. En 1360, los ingleses asolaron Borgoña, especialmente Auxerre y Vesoul. Los borgoñones debieron entregarles la suma de 100 000 monedas de oro para que se alejaran. Felipe murió prematuramente en 1361 sin descendencia.

### Nueva separación del Ducado y el Condado de Borgoña
El rey de Francia, Juan el Bueno, se otorga el ducado de Borgoña, mientras que el condado de Borgoña, con el de Artois, revierten en Margarita de Francia, hija menor de Juana II. La muerte de Juan II de Chalon-Arlay en 1362 de la peste negra, y un acuerdo firmado con Juan II en 1364 aseguran el poder de Margarita sobre el condado. Ella fallece el 9 de mayo de 1382, sucediéndola su hijo Luis II. En 1384, desaparece, dejando el condado a su heredera y única hija Margarita, que había tomado por esposo a Felipe el Atrevido, primer duque de Borgoña de la Casa de Valois.
En 1364, Hugo II de Chalon-Arlay obtiene del emperador Carlos IV los derechos imperiales sobre Besanzon. Es en el año 1366 cuando aparece el término de Franco-Condado para designar al condado de Borgoña.
Durante la guerra de los Cien Años, las grandes compañías de mercenarios asolan las regiones francesas, entre ellas el condado de Borgoña. Fueron derrotadas por el capitán general del Franco-Condado, Jean de Vienne, cerca de Chambornay en 1366, a pesar de lo cual, hubo que gastar 200 000 libras para conseguir que abandonaran la región.

### Ducado y Condado: un destino común bajo los duques Valois de Borgoña

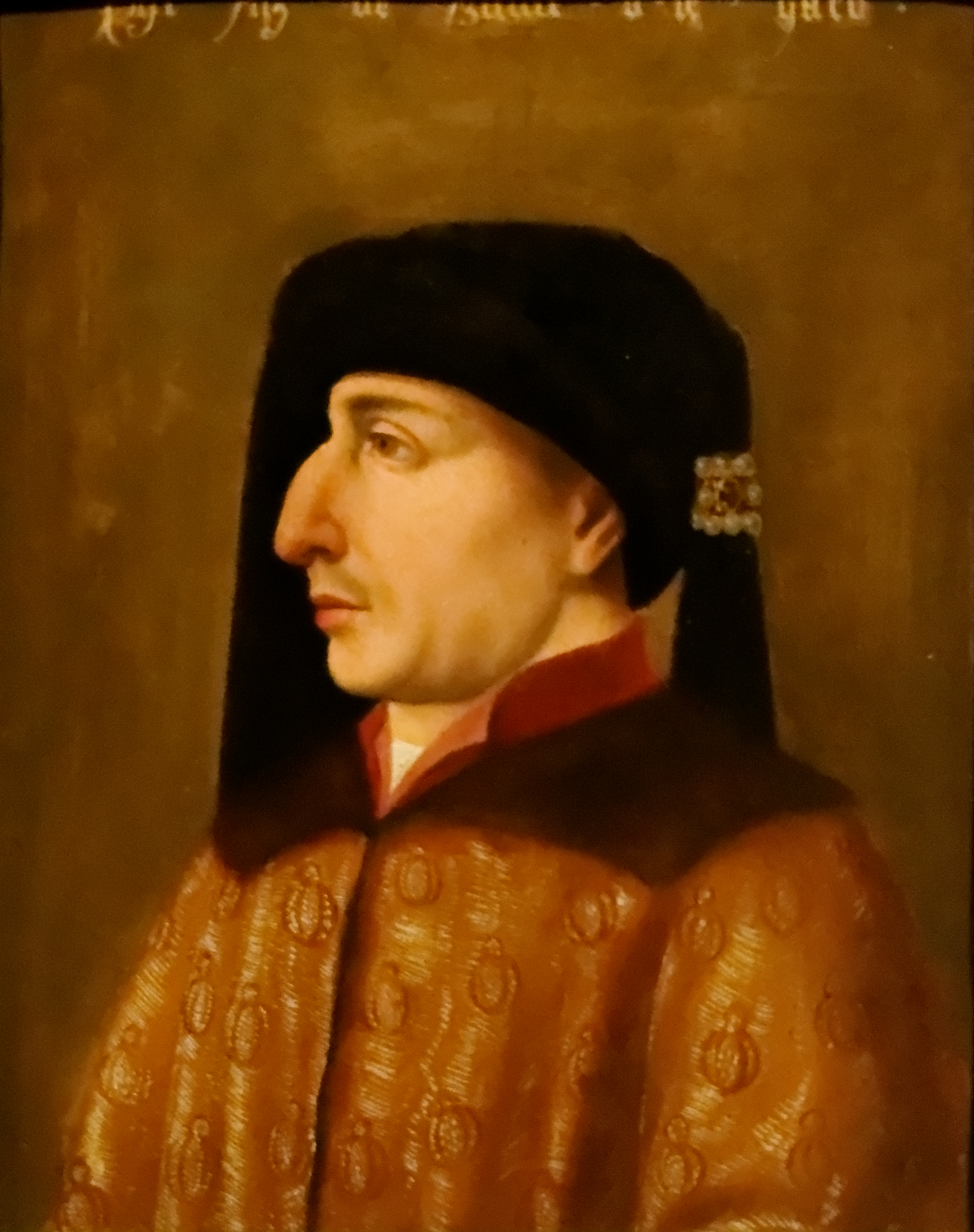
Felipe II el Atrevido

En 1369, Margarita III de Flandes, viuda de Felipe de Rouvres y heredera de los condados de Borgoña, de Artois, de Flandes, de Rethel y de Nevers, se casó con Felipe el Atrevido, hermano del rey de Francia, Carlos V. En razón de la importancia de este matrimonio se gastaron 200 000 libras a cargo del padre de la novia, Luis II de Flandes.
En 1384, la muerte de Luis II puso a Margarita en posesión del condado de Borgoña, y consiguió la unión de las dos Borgoñas, que permitió a los cuatro duques Valois edificar un verdadero estado en el corazón de Europa occidental, una nueva Lotaringia, independiente, e incluso amenazante para sus dos poderosos vecinos: el reino de Francia y el Sacro Imperio. Los habitantes del Franco-Condado abrazan su destino, ese ideal borgoñón que se convierte en uno de los componentes del nacionalismo del país.
Los duques-condes dotan al condado de instituciones sólidas. El Parlamento de Dole, entre otros, se crea en 1386. La violencia reaparece: mercenarios desocupados saquean el país antes de ser cazados por otros que les imitan. Luego los franceses y los suizos, de común acuerdo, invaden el condado, y estos últimos causan incluso dos dolorosas derrotas al duque-conde Carlos el Temerario. Finalmente, mientras que se firma un tratado con Francia, y los del condado se esfuerzan en vano en rechazar a los suizos de su provincia, Carlos el Temerario muere bajos los muros de Nancy. El ducado se une a Francia, y el sueño de los grandes duques de occidente se desvanece.

### La efímera unión con el reino de Francia
Los ocupantes suizos del Franco-Condado son rápidamente reemplazados por los ejércitos del rey de Francia. A su muerte, Carlos el Temerario no deja más que una hija, María de Borgoña, de veinte años de edad, que resulta la heredera del poderoso estado borgoñón. Su padre le lega un estado que se extiende sobre los Países Bajos y las dos Borgoñas (ducado y condado), pero es un estado en guerra, y sobre todo un territorio sin unidad. El rey de Francia Luis XI aprovecha la oportunidad para ocupar las Borgoñas, y propone también un matrimonio con su hijo, el delfín Carlos. Pero María rehúsa unirse con el hijo del mayor enemigo de su padre; prefiere un marido más poderoso: Maximiliano I, heredero de los Habsburgo, y futuro emperador germánico. Por esta unión, celebrada el 19 de agosto de 1477, María encuentra un buen protector para sus estados. Pero Luis XI no entiende abandonar sus conquistas tan fácilmente y anexiona, primero legalmente el ducado de Borgoña, porque era patrimonial, y por este motivo no podía transmitirse a las mujeres, retornando por tanto a la corona de Francia. pero no tenía, en cambio, derecho sobra el Franco-Condado. Los nobles de este territorio, seguidos por el pueblo, se sublevan, y las tropas reales son obligadas a repasar el río Saona.
Furioso, Luis XI pasa al ataque. Incendia Dole y otras ciudades, y más de cien castillos son arrasados. En 1482, María de Borgoña muere en un accidente de caza, dejando una sola heredera para sus estados, su hija Margarita, ya que su hijo Felipe el Hermoso debía heredar el imperio de los Habsburgo. De nuevo, la suerte del Franco-Condado va a depender de un matrimonio. Luis XI recupera la esperanza, ya que obtiene la promesa de matrimonio de su hijo, Carlos VIII, con la joven heredera de Borgoña, promesa confirmada por el Tratado de Arras de 1482. Sin embargo, Carlos VIII, después de la muerte de su padre, prefiere desposar a Ana de Bretaña, heredera del ducado del mismo nombre. Indignado por la afrenta hecha a su hija, entonces de 11 años, y privado de Bretaña, que le había sido prometida, Maximiliano emprende la reconquista del Franco-Condado. Carlos VIII, que tiene entonces ambiciones sobre Italia, le deja hacer, e incluso acepta abandonar el condado, tan querido por su padre, por el Tratado de Senlis, firmado en 1493. De hecho, las tropas reales son expulsadas del suelo del Franco-Condado por las milicias de Salins (Valais) y de Arbois, principalmente. La provincia sale reforzada, las fortificaciones se consolidadas; Fort de Joux es recuperada a los suizos.

## El Franco-Condado de los Habsburgo
Maximiliano I de Habsburgo deja el gobierno de los Países Bajos y del Franco-Condado a su hijo, Felipe de Borgoña, esposo de Juana de Castilla, reina de Castilla y de Aragón. Pero Felipe permanece la mayor parte del tiempo en Flandes, aunque visita el Franco-Condado en 1503. El pueblo, unido a la Casa del Conde de Borgoña, ve en él al heredero de Carlos el Temerario, y le aclama al grito de <<Viva Borgoña>>.
Pero la suerte se ceba sobre los herederos del Gran Duque de occidente: Felipe muere tres años después. Su hijo, Carlos V, sólo tiene seis años. El gobierno del heredero borgoñón vuelve entonces a la última hija de María de Borgoña: Margarita de Austria, con el título de teniente general, gobernadora y administradora. Esta mujer, descendiente de sangre de los condes de Borgoña, sabe hacerse popular rápidamente, aun cuando gobierna desde Malinas, capital de los Países Bajos, hasta la muerte de Margarita de Austria. Con Mercurino Gattinara, al que nombra a la cabeza del parlamento de Dole, ella pacifica la región entera, agitada por las guerras privadas de la nobleza. Por eso, pide a los beligerantes arreglar sus diferencias por la justicia. Tiene también la habilidad de confiar responsabilidades al mariscal de Vergy, representante de la vieja nobleza de espada. Además, interviene ante su padre para limitar la presión fiscal sobre el Franco-Condado. Igualmente, la neutralidad del territorio está asegurada, por una parte, con la firma de una Liga Hereditaria con los suizos, en 1511, prometiendo ayuda recíproca en caso de conflicto, y por otra, con un tratado de neutralidad renovable con el Reino de Francia, en 1522.
Ya que los condes y condesas de Borgoña residen en los Países Bajos, el poder está delegado en un gobernador y en el parlamento de Dole. Este último tiene el poder de legislar sobre todas las cuestiones, sean políticas, económicas o militares. En resumen, el Franco-Condado recobra su autonomía.
Con la llegada de Carlos V, la provincia vive lo que se considera su edad de oro. Así, Carlos v le concede numerosos privilegios comerciales y monetarios, dando por ejemplo a la ciudad de Besanzon el derecho a acuñar moneda. Carlos, se rodea de numerosos ciudadanos del Franco-Condado, en las artes, las armas o la palabra. Uno de estos diplomáticos talentosos, Nicolás Granvela, y luego su hijo, Antonio Granvela, acceden a la función suprema de primer consejero y canciller-guardián de los sellos del Sacro Imperio. Simon Renard es embajador de España en Inglaterra y Francia; Laurent de Correvod, señor de Marny, es gran maestre de la Casa Imperial. La nobleza del país es honrada, llamada a guerrear al extranjero, y se cubre de gloria al capturar al rey de Francia Francisco I en la batalla de Pavía. Los caballeros borgoñones forman parte integrante de la élite del ejército imperial y son llamados a preservar los intereses de España en las cuatro esquinas de Europa. Durante estos años, relativamente tranquilos, el Franco-Condado prospera, y no debe al Imperio nada más que un don gratuito (impuesto libremente consentido), fijado por el parlamento. Al final de su reinado, en 1556, Carlos V reconoce la adhesión y fidelidad de los borgoñones hacia España.
En 1595, Enrique IV declara la guerra a España e invade el Franco-Condado. Los campos son arrasados, pero la mayoría de las ciudades resisten: Dole, Gray, Salins, Poligny, Arbois, Besanzon, se mantienen bien. Los cantones suizos, a pesar de los términos definidos en la Liha Hereditaria, no intervienen, al menos militarmente.
España decide finalmente socorrer a la provincia, con éxito. Enrique IV contraataca. Las ciudades más débiles caen, una tras otra. A pesar de una fuerte resistencia, Arbois es saqueada, y su capitán Morel, ahorcado. Finalmente, la llegada de refuerzos españoles fuerza a las tropas reales a repasar el Saona. El tratado de Vervins, firmado en 1598, pone fin al conflicto entre Francia y España, renovando el tratado de neutralidad.

## La reconquista francesa

### La guerra de los Diez Años de Luis XIII y Richelieu
La guerra de los Diez Años es el episodio local de la guerra de los Treinta Años. En 1634, el Franco-Condado está metido en esta guerra europea que arrasa ya a Alemania desde 1618. En 1636, Richelieu decide atacar Dole, capital del Franco-Condado y sede del parlamento.

Hay que tomar esta plaza, de ella dependen la ley y los profetas. (...) los mismos enemigos no tienen dificultad en admitir que la toma de Dole es la tomas de todo el país.

Los servidores de España organizan la leva de tropas. El príncipe Enrique II de Borbón-Condé conduce personalmente las tropas reales. Apoyados por la población de Dole, el valor y la tenacidad de los 4000 defensores la plaza responde a los 15000 soldados del ejército del rey de Francia. Todos los asaltos son rechazados, semana tras semana. Los ingenieros son llamados para hacer caer la ciudad, golpeada por la peste, haciendo cavar minas bajo los cimientos de las murallas para hacerlas derrumbarse. El 13 de agosto es la última oportunidad francesa, ya que los ejércitos imperiales son reagrupados en el ducado y amenazan toda retirada. Como los esfuerzos anteriores, las minas son ineficaces, y deben replegarse bajo el avance del ejército de socorro. El 15 de agosto de 1636, el Franco-Condado consigue la victoria: Dole es liberada tras un asedio de tres meses.
Por orden de Richelieu, el duque sajón de Weimar y sus mercenarios alemanes, llamados los suecos, descienden sobre Alsacia, masacrando, pillando, quemando y cometiendo toda clase de horrores; desde Saint Hippolite a Saint Claude, pueblos enteros son diezmados. Las tropas de Condé se ocupan del resto del Franco-Condado. Sólo pueden resistir Dole, Gray, Salins y Besanzón. Por fin, los partisanos, de los que el personaje de Lacuzon es el símbolo de la resistencia, se organizan y surcan el Condado para echar a los franceses. Las poblaciones no tienen otra elección que huir a Suiza o a Italia, o refugiarse en las numerosas grutas del macizo jurasiano, abandonando los cultivos, lo que trae la hambruna, secundada por la peste. Entonces, como último horror, aparece el canibalismo en el Franco-Condado, rechazado a las últimas trincheras.

Finalmente se llegó a la carne humana, primero en el ejército, donde los soldados muertos servían de pasto a los otros, quienes cortaban las partes más carnosas de los cadáveres, para hervirlas o asarlas, y fuera del campo hacían picadillo de carne humana para comer. En los pueblos se descubrieron asesinatos de niños por sus madres para evitar morirse de hambre, y de hermanos por hermanos, y la cara del pueblo era por doquier la cara de la muerte...
Girardot de Nozeroy. Histoire de Dix ans de la Franche Comté de Bourgogne (1651)

.
Después de la invasión francesa de 1644, el tratado de neutralidad es violado por Mazarino. La Paz de Westfalia pone fin a la guerra de los Treinta Años en 1648. El Tratado de los Pirineos de 1659 confirma la soberanía de España sobre la provincia. Es un Franco-Condado exangüe el que emerge del conflicto: el censo de 1614 registra una población de entre 405 000 y 410 000 personas, mientras que en 1657, trece años después del final de los combates, sólo había unas 160 000, es decir, un 40 % de la primera cifra. Se estima que durante esta guerra, murieron dos tercios de la población.

### Las conquistas de Luis XIV
En 1668, Condé conquista el país en 15 días. El contraste con la resistencia encarnizada de la guerra de los Diez Años es grande. Jacques Nicolas de Courgenon, marqués de Yenne y de Saint-Genis, es en esta fecha, gobernador general del Franco-Condado.
Algunos meses después, la situación basculá con el Tratado de Aquisgrán: Francia debe abandonar el Franco-Condado, que vuelve a España.
El país está entonces totalmente desorganizado. Revueltas, a veces sangrientas, estallan en las principales ciudades: el pueblo acusa a sus parlamentarios de haber entregado la provincia a los franceses. En cuanto a España, furiosa porque el Franco-Condado no se haya defendido, nombra desde entonces para dirigirlo a gobernadores ajenos al país. Estos se muestran autoritarios y exigentes: temen del retorno inminente de los franceses, y se esfuerzan en levantar fortificaciones, a fuerza de impuestos.
En 1673, España lanza incursiones en Borgoña. Los franceses contraatacan en suelo del Franco-Condado, siendo rechazados por el pueblo. La guerra perdura: dos meses después, varios campesinos, que rehúsan rendirse en Arcey, son quemados vivos en el campanario donde se han refugiado. El suceso reaviva mucho más el sentimiento antifrancés: una guarnición es masacrada en represalia, mientras que las emboscadas se intensifican.
Pero las ciudades, la mayor parte del tiempo, mal fortificadas, caen unas tras otra. En Besanzón se alzan horcas destinadas a los traidores. Sus ciudadanos están a punto de matar a Luis XIV, venido en persona para asistir al asedio.
A pesar de su tenacidad, la lucha de los partisanos, los lobos de los bosques, no basta para rechazar a las tropas del rey de Francia. Los habitantes de Faucogney, una de las últimas plazas fuertes a conquistar, son pasados a filo de espada después de varios días de ásperos combates. Todas las ciudades caen, pero la resistencia no se detiene ahí: tras diez meses de combates, la gente rechaza siempre aliarse con Francia.
En 1678, el tratado de Nimega permite el retorno del Franco-Condado a Francia, esta vez definitivamente. Los rebeldes se exilian, con el vano deseo de un retorno de España que no sucede, a pesar de algunas esperanzas. Los partisanos piden a los suyos una última recomendación post mortem: la de ser enterrados de cara a la tierra, por oposición al sol de Luis XIV, y a fin de no ver a las tropas extranjeras hollar su tierra.

## El Franco-Condado francés
Los intendentes nombrados por el rey para administrar la provincia son odiados, y a veces amenazados físicamente.
En el siglo de Luis XIV (1751), Voltaire explica este apego a España con estas palabras:

Esta provincia, bastante pobre en dinero, pero muy fértil, bien poblada, extendida a lo largo de cuarenta leguas de longitud y veinte de anchura, tenía el nombre de Franca, y lo era en efecto. Los reyes de España eran sus protectores, más que sus dueños. Aunque este país fue gobernado desde Flandes, sólo dependía muy poco de aquél. Toda la administración estaba dividida y disputada entre el parlamento y el gobernador del Franco-Condado. El pueblo disfrutaba de grandes privilegios, siempre respetados por la corte de Madrid, que gobernaba una provincia celosa de sus derechos, y vecina de Francia. Besanzón mismo se gobernaba como una ciudad imperial.

Jamás ningún pueblo vivió bajo una administración más dulce, ni estuvo tan apegado a sus soberanos. Su amor por la casa de Austria se conservó durante dos generaciones; pero este amor era, en el fondo, el de la libertad.

### Revolución y Época contemporánea
Durante la Revolución francesa, la provincia del Franco-Condado se divide en tres departamentos: Jura, Doubs y Alto Saona, mientras que Belfort forma parte del Alto Rin.
Después de la guerra franco-prusiana de 1870, la ciudad de Belfort, defendida por el coronel Denfert-Rochereau, resiste al asedio alemán. La ciudad no abre sus puertas hasta el 16 de febrero de 1871, por orden del gobierno francés, o sea, varias semanas después de la firma oficial del armisticio, el 28 de enero de 1871. Esta resistencia permite a la ciudad permanecer francesa después de la anexión de la Alsacia-Mosela. A partir de esta fecha, las fortificaciones de la región van a ampliarse para la defensa del paso de Belfort, de la ciudad de Besanzón y de varios pasajes vecinos. En 1922, Belfort y sus alrededores se erigen en departamento, con el nombre de Territorio de Belfort, que se convierte así en el cuarto departamento del Franco-Condado.
Durante la Segunda Guerra Mundial, el Franco-Condado se distingue por la presencia de numerosos maquis. En junio de 1940, el ejército alemán entra en el Franco-Condado. La línea de demarcación, que sigue en parte la trayectoria del río Loue, divide la región en dos. Noventa y nueve resistentes son fusilados en la ciudadela de Besanzón. En septiembre de 1944, la región es liberada, excepto el norte del departamento de Doubs, que lo será dos meses más tarde.